# Everything’s Going to Be Great
Everything’s Going to Be Great ist eine Tragikomödie von Jon S. Baird. Der Film mit Bryan Cranston, Allison Janney, Jack Champion, Benjamin Evan Ainsworth und Chris Cooper in den Hauptrollen feierte Anfang Juni 2025 beim Tribeca Film Festival seine Premiere und kam im weiteren Verlauf des Monats in die US-Kinos.

## Handlung
Buddy und Macy Smart arbeiten beide im Theaterbereich. Sie haben zwei sehr unterschiedliche Söhne. Der älteste Sohn Derrick ist ein Footballstar, sein jüngerer Bruder Lester ist vom Theater begeistert. Als sie gezwungen sind, bei Macys Bruder Walter einzuziehen, muss sich jeder von ihnen seinen geplatzten Träumen stellen.

## Produktion

### Filmstab
Regie führte Jon S. Baird. Es handelt sich bei Everything’s Going to Be Great nach Cass – Legend of a Hooligan, Drecksau, Stan & Ollie und Tetris um den fünften Spielfilm des britischen Regisseurs. Das Drehbuch schrieb der US-Amerikaner Steven Rogers. Gemeinsam mit Alex Lalonde und Bryan Unkeless tritt er auch als Produzent des Films in Erscheinung. Zuletzt war Rogers als Autor für Filme wie Alle Jahre wieder – Weihnachten mit den Coopers und I, Tonya tätig und erhielt für letztere Arbeit eine Nominierung im Rahmen der Writers Guild of America Awards.

### Besetzung und Dreharbeiten

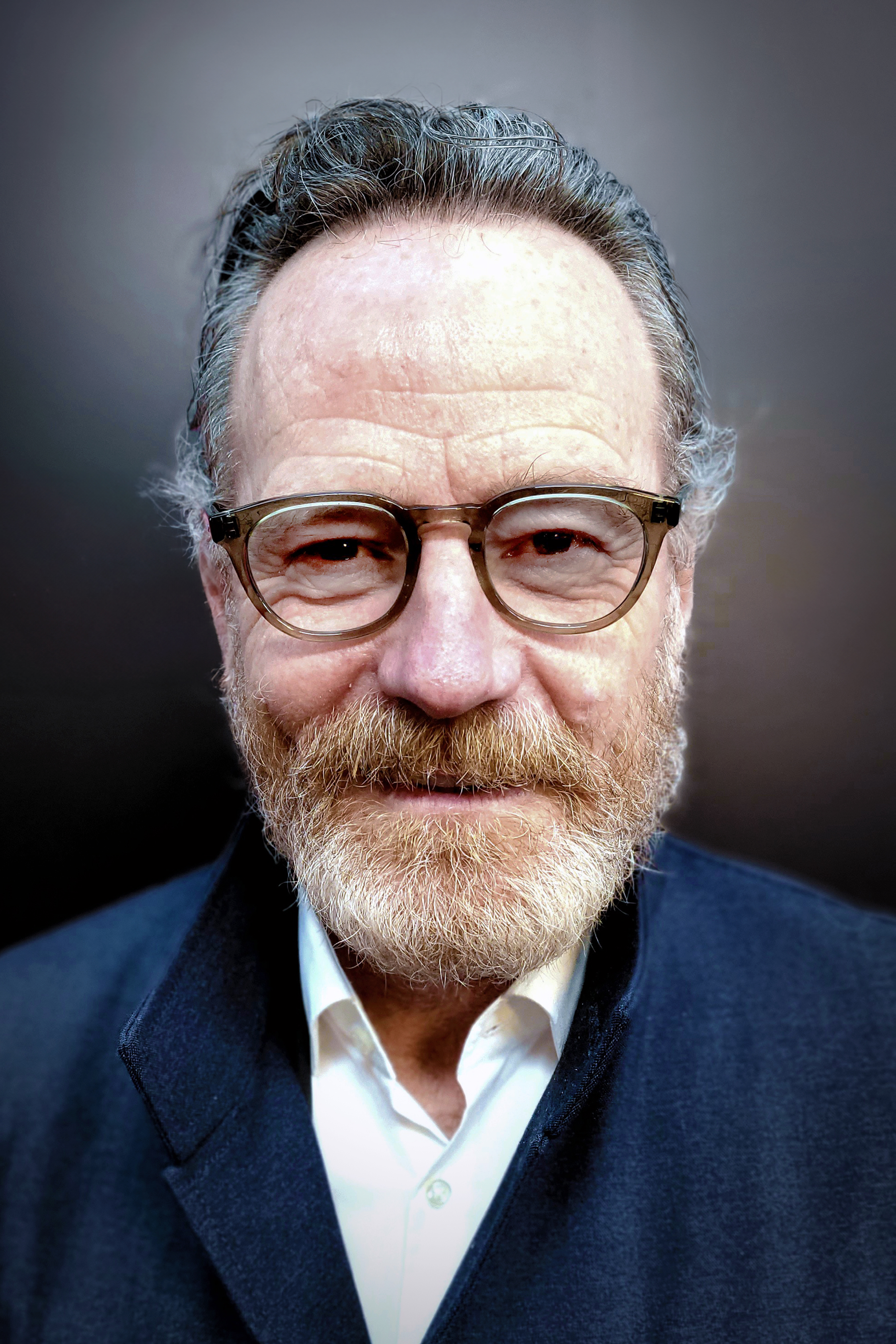
Bryan Cranston spielt Buddy

Die Oscar- und Golden-Globe-Preisträgerin Allison Janney und der Golden-Globe-Preisträger Bryan Cranston spielen in den Hauptrollen Macy und Buddy Smart. Jack Champion und Benjamin Evan Ainsworth spielen deren sehr unterschiedliche Söhne Derrick und Lester. Champion ist bekannt aus einer Hauptrolle in Avatar: The Way of Water, Ainsworth aus einer Hauptrolle in der Netflix-Serie Spuk in Bly Manor. Oscar-Preisträger Chris Cooper spielt Macys entfremdeten Bruder Walter, bei dem sie mit ihrer Familie einzieht. Das Casting übernahmen John Buchan, Lindsay Graham, Jason Knight und Mary Vernieu.
Die Dreharbeiten fanden zwischen April und Mai 2023 im kanadischen North Bay in Ontario statt. Als Kameramann fungierte Mark Wolf.

### Filmmusik, Marketing und Veröffentlichung
Die Filmmusik steuerte der britische Komponist Rolfe Kent bei, mit dem Baird bereits für Stan & Ollie zusammenarbeitete.
Der erste Trailer wurde Ende April, Anfang Mai 2025 vorgestellt. Die Premiere des Films fand am 9. Juni 2025 beim Tribeca Film Festival statt. Am 20. Juni 2025 kam der Film in ausgewählte US-Kinos.

## Altersfreigabe und Kritiken
In den USA erhielt der Film  ein R-Rating, was einer Freigabe ab 17 Jahren entspricht.
Die Kritiken fielen gemischt aus.